# Comuna Bilîțea, Iampil
Bilîțea (în ucraineană Білиця) este o comună în raionul Iampil, regiunea Sumî, Ucraina, formată din satele Bazelivșciîna, Bilîțea (reședința), Ciîjîkove și Oleksandrivske.

## Demografie
Componența lingvistică a comunei Bilîțea
     Ucraineană (95,31%)
     Rusă (4,69%)
Conform recensământului din 2001, majoritatea populației comunei Bilîțea era vorbitoare de ucraineană (95,31%), existând în minoritate și vorbitori de rusă (4,69%).